# 638
Раннє Середньовіччя. Триває чума Юстиніана. У Східній Римській імперії продовжується правління Іраклія. Значну частину візантійських земель захопили араби. Частина території Італії належить Візантії, на решті лежить Лангобардське королівство. Франкське королівство об'єдналося під правлінням Дагоберта I. Іберію займає Вестготське королівство. В Англії триває період гептархії. Авари та слов'яни утвердилися на Балканах. Центр Аварського каганату лежить у Паннонії. У Моравії утворилася перша слов'янська держава Само.
У Китаї триває правління династії Тан. Індія роздроблена. В Японії триває період Ямато. У Персії династія Сассанідів доживає свої останні дні під тиском арабів. Арабський халіфат відвоював значні території у Візантії та Персії. У степах над Азовським морем утворилася Велика Булгарія.
На території лісостепової України в VII столітті виділяють пеньківську й празьку археологічні культури. У VII столітті продовжилося швидке розселення слов'ян. У Північному Причорномор'ї співіснують різні кочові племена, зокрема кутригури, утигури, сармати, булгари, алани, авари, тюрки.

## Події
- Мусульмани встановили місце для молитви на Храмовій горі в захопленому ними Єрусалимі.
- Євреї отримали право від арабів селитися в Єрусалимі.
- Візантійський імператор Іраклій проголосив одну природу волі Христа, тобто підтримку монофелітства. Цим він намагався знайти компроміс із монофізитами, але монофізитські провінції Візантії вже було втрачено. Папа Римський і африканські єпископи відкинули це проголошення.

## Померли
- Гонорій I, Папа Римський.
- Сергій I (патріарх Константинопольський)